# 소행성 위성

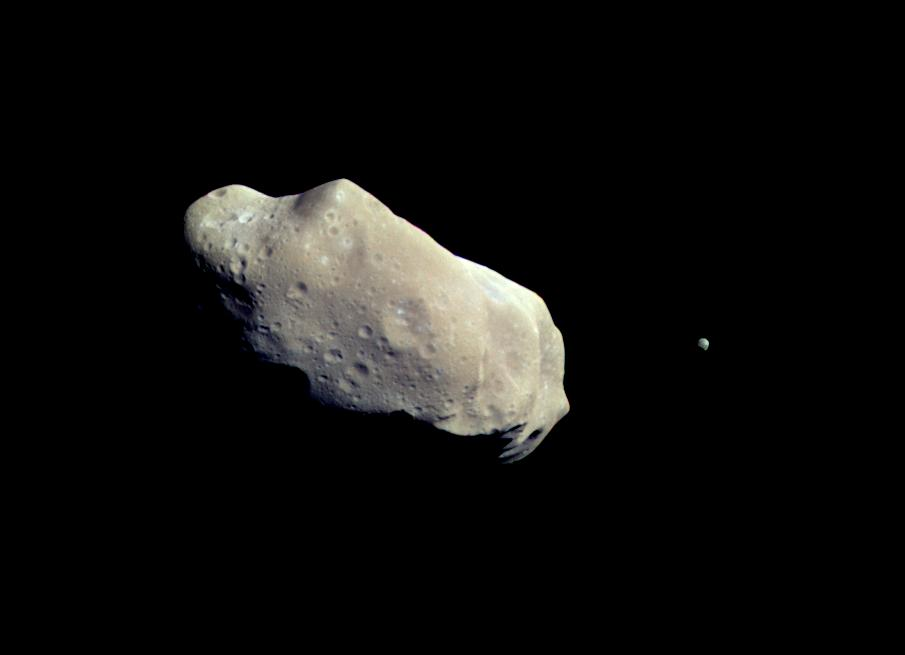
소행성 243 이다. 그 위성 다크틸이 오른쪽에 보인다.

소행성 위성(小行星 衛星)은 소행성의 주위를 공전하는 천체이다. 많은 소행성들과 카이퍼 대 천체들이 위성을 가지고 있을 것으로 생각되며, 그 중 일부는 상당히 큰 크기의 위성이 있을 것이다. 소행성 위성의 궤도를 밝혀내면 모소행성의 질량과 밀도 등 알려지지 않은 물리적 특성들을 밝혀낼 기회가 되기 때문에, 소행성 위성을 발견하는 것은 매우 중요하다. 2016년 5월 기준으로, 위성을 가진 소행성은 약 300개가 발견되었다.

## 위성 목록
†는 왜소행성일 때 붙는다.
| 이름          | 모 소행성   | 지름      |
| ------------- | ----------- | --------- |
| 다크틸        | 243 이다    | 1 km      |
| 리누스 (위성) | 22 칼리오페 | 28 ± 2 km |
| 프티프랭스    | 45 외제니아 | 7 ± 2 km  |
| S/2004 (45) 1 | 45 외제니아 | 5 ± 1 km  |
| 로물루스      | 87 실비아   | 18km      |
| 레무스        | 87 실비아   | 7km       |
| S/1978 (18) 1 | 18 멜포메네 | 37km      |

## 같이 보기
- 2004 BL86